# Синегорлый ара
Синегорлый ара (лат. Ara glaucogularis) — вид птиц семейства попугаевых.

## Внешний вид
Длина тела 80—85 см. Лоб, затылок, шея, горло, крылья и хвост лёгкого зеленовато-синего цвета. Голое лицо покрыто полосами тёмных зеленовато-синих пёрышек. Грудь и брюхо жёлтые. Нижние части крыльев жёлтые. Подхвостье оранжевое. Клюв чёрный. Ноги тёмно-серые. Радужка светло-жёлтая. У молодых особей радужка тёмная, хвост короче.
Ранее считался подвидом сине-жёлтого ара из-за похожей окраски.

## Распространение
Обитает на северо-востоке Боливии, а также на границе между Боливией, Аргентиной и Парагваем.

## Образ жизни
Населяют дождевые леса (бассейн Амазонки), окраины сельвы, саванны с пальмовыми рощами, сезонно затапливаемые саванны.

## Размножение
Брачный сезон длится с декабря по апрель. Наиболее часто гнездятся в дуплах пальм. В кладке обычно три яйца.

## Угрозы и охрана
Птица находится в опасности исчезновения. Встречается лишь в местах с девственной растительностью, К концу XX века в дикой природе документировалось 50—100 особей. В Парагвае попугая не видели с начала XX века, на северо-западе Аргентины последний раз он был отмечен в 40-х годах XX века. Индейцы добывали этих птиц для еды, а перья использовали для украшения во время церемониалов. Находится под защитой закона в Боливии и Закона Международного Рынка.

## Галерея

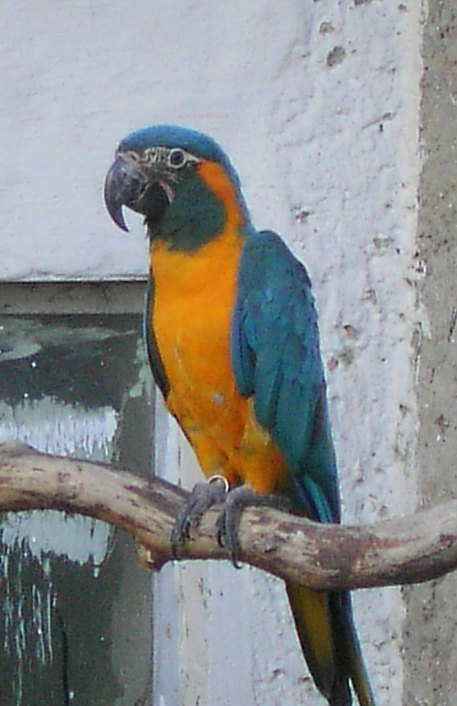
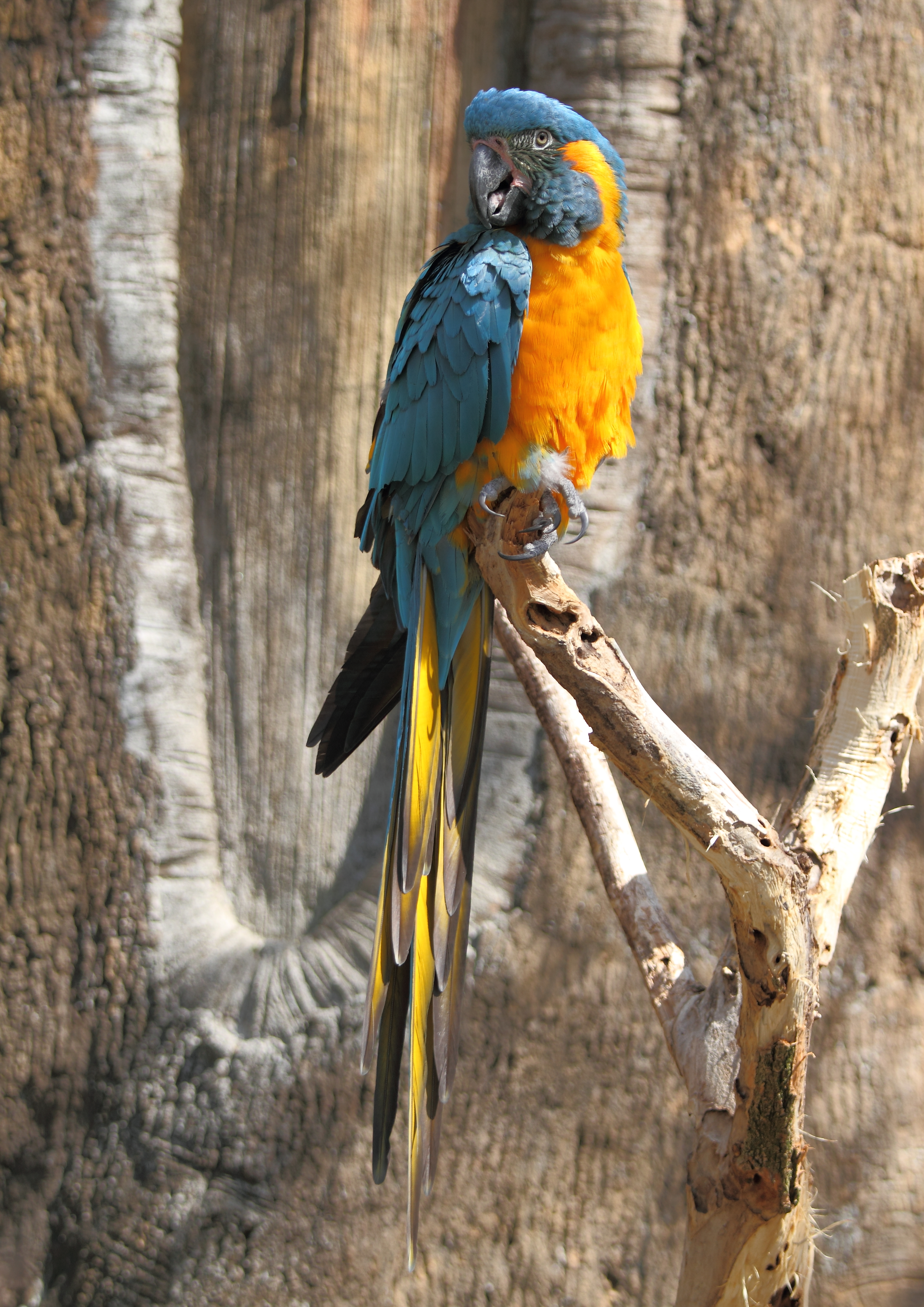
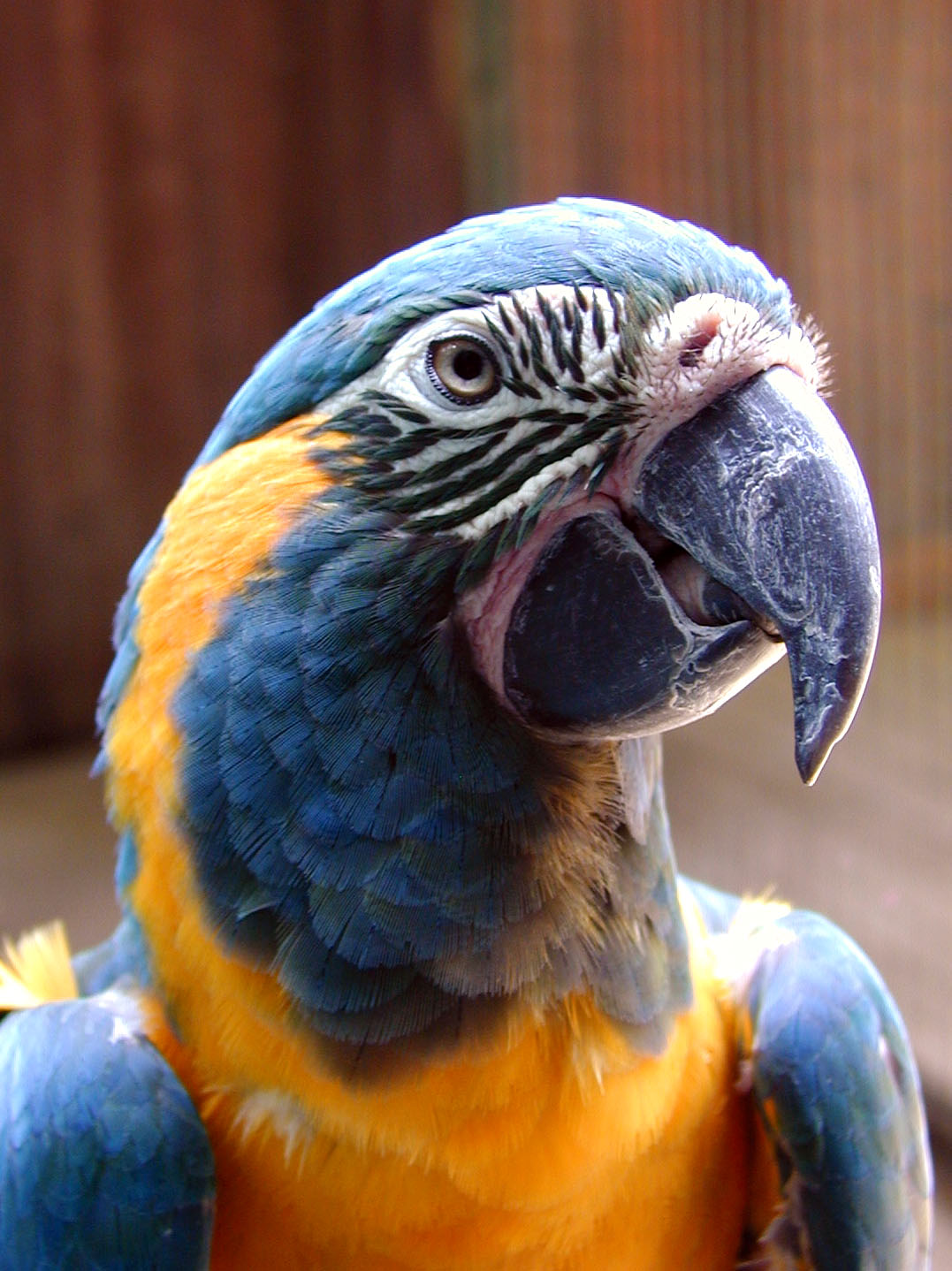
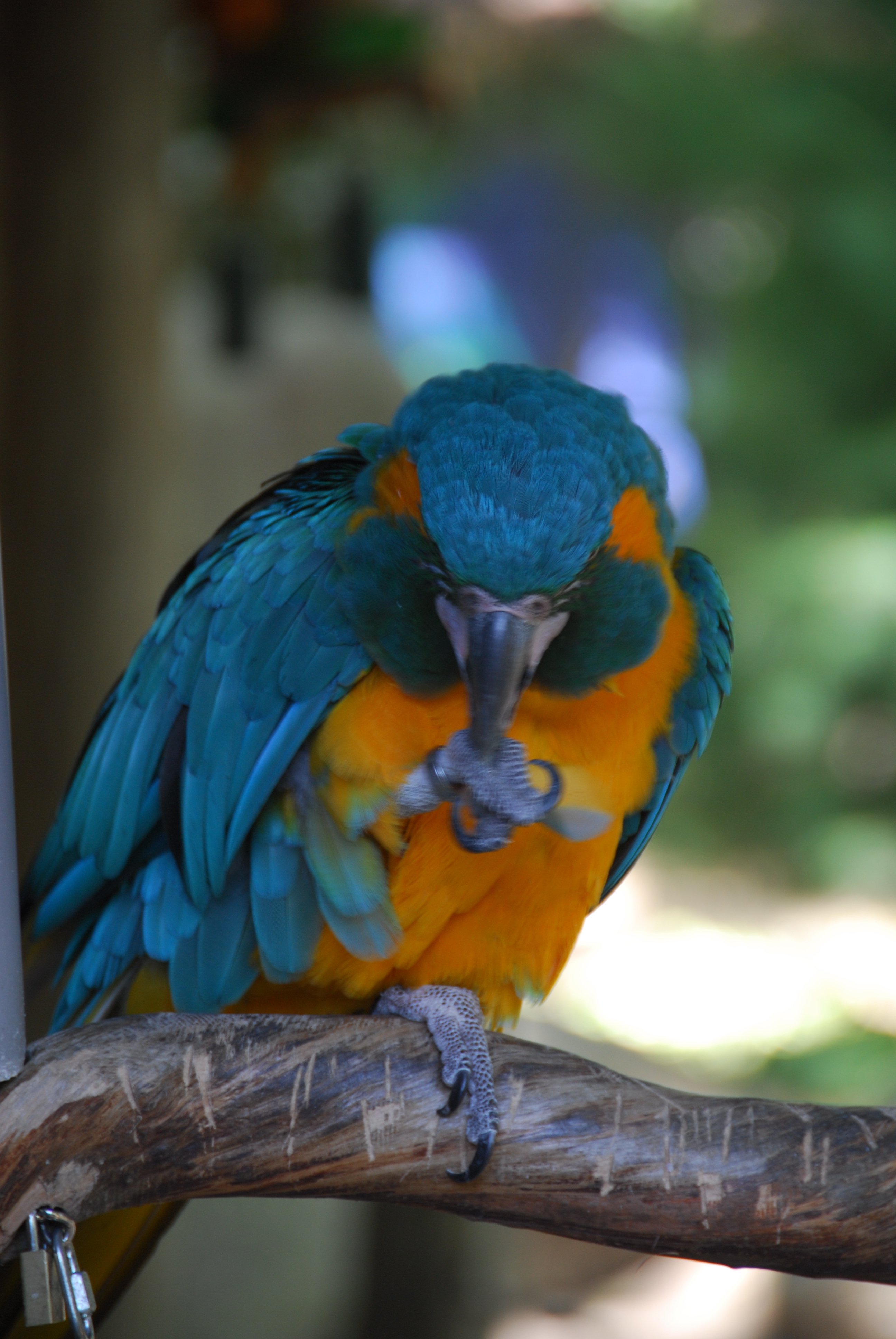
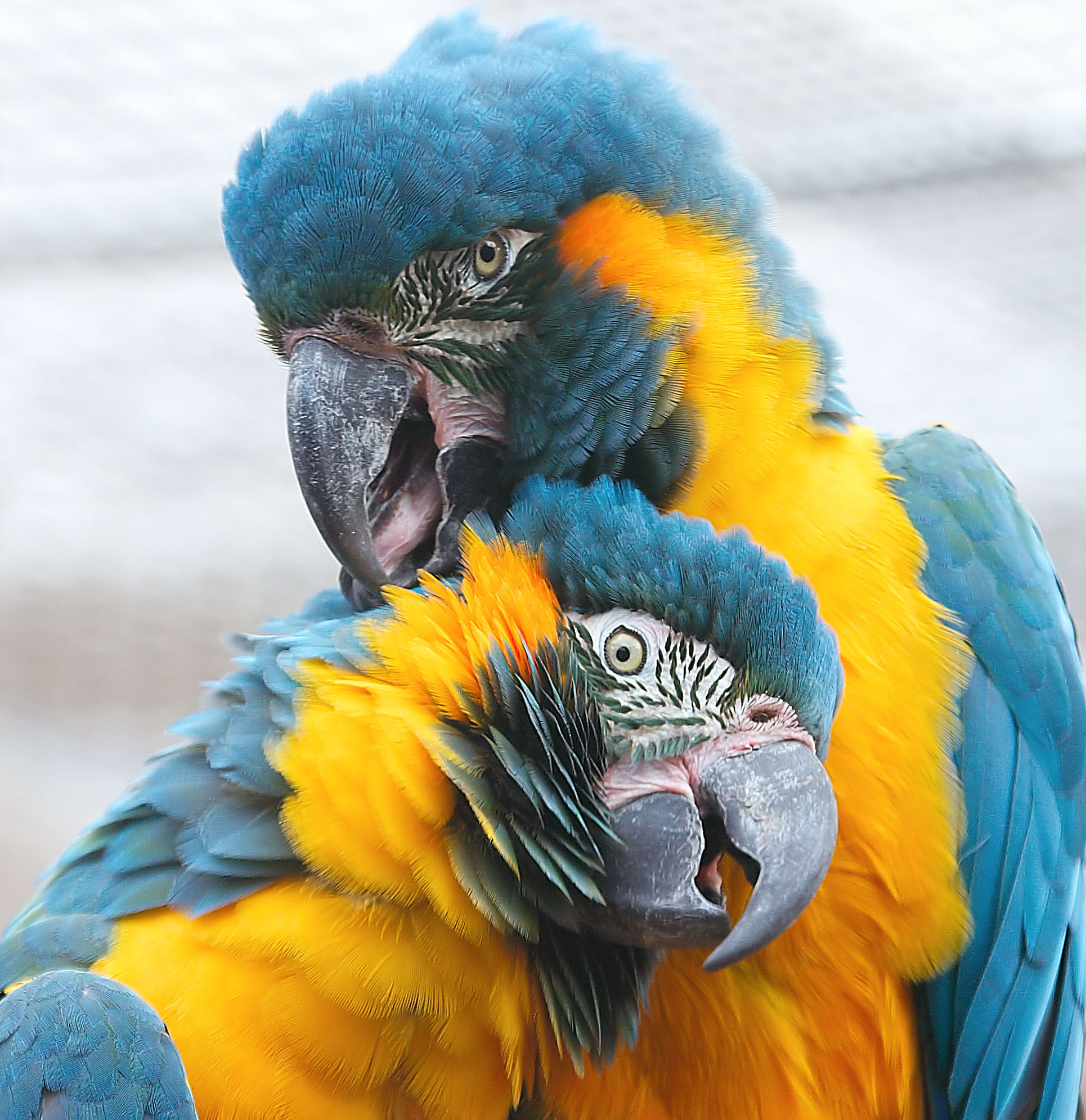